# Артур Мьолер ван ден Брук
Артур Мьолер ван ден Брук (на немски: Arthur Moeller van den Bruck) е германски писател, преводач на немски на творчеството на Ги дьо Мопасан, Едгар По, Достоевски.
Артур Мьолер ван ден Брук е главен идеолог на консервативната революция и философски предвестник на националсоциализма.

## Биография
Артур Мьолер ван ден Брук учи в Берлин, Париж и Италия. Попада под въздействието на австро-германския модернизъм. През 1907 г. се завръща в Германия, а през 1914 г. с избухването на Първата световна война постъпва в армията като доброволец. Артур Мьолер ван ден Брук става идеологически предтеча и проводник на националсоциализма, въпреки че Хитлер не го приема заради „пролетарската му първичност“. Артур Мьолер ван ден Брук се самоубива след поредна тежка нервна криза.

## Творчество
Много от произведенията на Артур Мьолер ван ден Брук са публикувани посмъртно. Идеите на Артур Мьолер ван ден Брук от най-известното му произведение „Третият райх“ залягат в основите на националсоциализма, като се ползват и до днес от „новите десни“ във Франция, национал-фундаменталистите и национал-радикалите в Русия. Един от последователите и продължителите на идеологията на ван ден Брук е българският философ близък до националсоциализма Янко Янев.

## За него
- Sebastian Maaß. Kämpfer um ein Drittes Reich. Arthur Moeller van den Bruck und sein Kreis, Kiel 2010
- Adam R. Moeller van den Bruck. Königsberg: Gräfe und Unzer, 1933
- Schwarz H. Moeller van den Bruck, der politische Mensch. Breslau: W.G. Korn, 1933
- Boehm M.H. Ruf der Jungen; eine Stimme aus dem Kreise um Moeller van den Bruck. Freiburg im Breisgau: Urban-Verlag, 1933.
- Fechter P. Moeller van den Bruck; ein politisches Schicksal. Berlin: Frundsberg-verlag g.m.b.h., 1934
- Rödel H. Moeller van den Bruck, Standort und Wertung. Berlin: O. Stollberg, 1939
- Schwierskott H.-J. Arthur Moeller van den Bruck und der revolutionäre Nationalismus in der Weimarer Republik. Göttingen: Musterschmidt-Verlag, 1962
- Harrison Silfen P. The völkisch ideology and the roots of Nazism; the early writings of Arthur Moeller van den Bruck. New York: Exposition Press, 1973
- Stern F. The Politics of Cultural Despair: a Study in the Rise of Germanic Ideology. Berkeley: University of California Press, 1974
- Goeldel D. Moeller van den Bruck (1876 – 1925), un nationaliste contre la révolution: contribution à l'étude de la „révolution conservatrice“ et du conservatisme allemand au XXe siècle. Frankfurt/Main; New York: P. Lang, 1984.
- Lauryssens S. The Man Who Invented the Third Reich: The Life and Times of Arthur Moeller Van Den Bruck. New York: Sutton Publishing, 2003.
- Balistreri A.G. Filosofia della konservative Revolution: Arthur Moeller van den Bruck. Milano: Lampi di stampa, 2004
- Алленов С. Г. Артур Мёллер ван ден Брук и „русские истоки“ немецкой „консервативной революции“